# Wirtschaftskommission für Europa
| Mitgliedsländer der UNECE | Mitgliedsländer der UNECE |
| Staat                     | Beitritt                  |
| ------------------------- | ------------------------- |
| Albanien                  | 14. Dezember 1955         |
| Andorra                   | 28. Juli 1993             |
| Armenien                  | 30. Juli 1993             |
| Aserbaidschan             | 30. Juli 1993             |
| Belgien                   | 28. März 1947             |
| Bosnien und Herzegowina   | 22. Mai 1992              |
| Bulgarien                 | 14. Dezember 1955         |
| Deutschland               | 18. September 1973        |
| Dänemark                  | 28. März 1947             |
| Estland                   | 17. September 1991        |
| Finnland                  | 14. Dezember 1955         |
| Frankreich                | 28. März 1947             |
| Georgien                  | 30. Juli 1993             |
| Griechenland              | 28. März 1947             |
| Irland                    | 14. Dezember 1955         |
| Island                    | 28. März 1947             |
| Israel                    | 26. Juli 1991             |
| Italien                   | 14. Dezember 1955         |
| Kanada                    | 9. August 1973            |
| Kasachstan                | 31. Januar 1994           |
| Kirgisistan               | 30. Juli 1993             |
| Kroatien                  | 22. Mai 1992              |
| Lettland                  | 17. September 1991        |
| Liechtenstein             | 18. September 1990        |
| Litauen                   | 17. September 1991        |
| Luxemburg                 | 28. März 1947             |
| Malta                     | 1. Dezember 1964          |
| Nordmazedonien            | 8. April 1993             |
| Moldau                    | 2. März 1992              |
| Monaco                    | 27. Mai 1993              |
| Montenegro                | 28. Juni 2006             |
| Niederlande               | 28. März 1947             |
| Norwegen                  | 28. März 1947             |
| Österreich                | 14. Dezember 1955         |
| Polen                     | 28. März 1947             |
| Portugal                  | 14. Dezember 1955         |
| Rumänien                  | 14. Dezember 1955         |
| Russland                  | 28. März 1947             |
| San Marino                | 30. Juli 1993             |
| Schweden                  | 28. März 1947             |
| Schweiz                   | 24. März 1972             |
| Serbien                   | 1. November 2000          |
| Slowenien                 | 22. Mai 1992              |
| Slowakei                  | 28. März 1947             |
| Spanien                   | 14. Dezember 1955         |
| Tadschikistan             | 12. Dezember 1994         |
| Tschechien                | 28. März 1947             |
| Türkei                    | 28. März 1947             |
| Turkmenistan              | 30. Juli 1993             |
| Ukraine                   | 28. März 1947             |
| Ungarn                    | 14. Dezember 1955         |
| Usbekistan                | 30. Juli 1993             |
| Vereinigtes Königreich    | 28. März 1947             |
| Vereinigte Staaten        | 28. März 1947             |
| Belarus                   | 28. März 1947             |
| Zypern                    | 20. September 1960        |

Die Wirtschaftskommission für Europa der Vereinten Nationen (englisch United Nations Economic Commission for Europe), abgekürzt UNECE, auch UN/ECE, kurz auch ECE, ist eine von fünf Regional-Kommissionen des Wirtschafts- und Sozialrates der Vereinten Nationen (ECOSOC), deren Hauptziel es ist, pan-europäische wirtschaftliche Integration zu fördern.

## Entstehung
Gegründet wurde die ECE knapp zwei Jahre nach dem Zweiten Weltkrieg durch den Wirtschafts- und Sozialrat der Vereinten Nationen. Zielsetzung war, den Wiederaufbau der Volkswirtschaften in Europa zu unterstützen, besonders deren Wirtschaftsbeziehungen untereinander und weltweit. Am selben Tag wurde mit gleichem Ziel die Wirtschafts- und Sozialkommission für Asien und den Pazifik gegründet, und später folgten die Wirtschaftskommission für Lateinamerika und die Karibik, die Wirtschaftskommission für Afrika sowie die Wirtschafts- und Sozialkommission für Westasien. Den Anstoß gab Jan Stanczyk, Arbeits- und Sozialminister von Polen, als er auf der ersten Vollversammlung der Vereinten Nationen langfristige Hilfe zur Selbsthilfe forderte. Aus der Zielsetzung der ECE und der damaligen Lage von Wirtschaftskraft und Macht ergab sich fast zwangsläufig, dass die USA und die Sowjetunion zu den Gründungsmitgliedern zählten.
Uneinig über den Marshallplan, entstand wenig später separat die Organisation for European Economic Co-operation und der Rat für gegenseitige Wirtschaftshilfe. Seit damals der Kalte Krieg begann, blieb die ECE über 40 Jahre lang ein Forum, in dem die gegensätzlichen Wirtschaftsordnungen am Eisernen Vorhang zu Konsens fanden. Seit August 1973 ist auch Kanada Mitglied der ECE, sodass sie nun den gesamten Norden der Erde umfasst.

## Aktivitäten
Die Sitzungen der UNECE finden gewöhnlich öffentlich in Genf statt, und das Büro der Vereinten Nationen in Europa ist ihr Hauptquartier.
Jeder Mitgliedstaat der UNECE entsendet eine Person in die Kommission, aber auch andere Nationen und Personen werden eingeladen. Beispielsweise wurden von den ersten Sitzungen an alle Nationen Europas außer Spanien beteiligt.
Ergebnisse der UNECE sind in Europa allgegenwärtig. Beispielsweise gehen die Europastraßen auf die UNECE zurück, auf den Straßen rollende Fahrzeuge tragen ECE-Prüfzeichen nach ECE-Regelungen oder die Europäische Binnenschifffahrtsstraßen-Ordnung (CEVNI) vereinheitlicht das europäische Schifffahrtsrecht.
Die UNECE entwickelt Vorschläge, Vorlagen und Vereinbarungen, denen sich mitunter auch Nichtmitglieder wie Japan, Australien, Südafrika, Neuseeland, Südkorea, Tunesien, Malaysia und Thailand anschließen.

## Struktur
Die Kommission gliedert sich in ein Exekutivkomitee und Fachkomitees:
- Committee on Economic Cooperation and Integration (Wettbewerbsfähigkeit, Unternehmertum, Marktregulierung)[10]
- Committee on Environmental Policy (Umweltschutz)[11]
- Committee on Forests and Forest Industry (Forstwirtschaft)[12]
- Committee on Housing and Land Management (Wohnungswesen und Stadtplanung)[13]
- Committee on Sustainable Energy (Nachhaltige Energie)[14]
- Committee on Trade (Normung, Standards, Handelshemmnisse)[15]
- Inland Transport Committee (Binnenschifffahrt, Eisenbahnen, Kraftfahrzeuge)[16]
- Conference of European Statisticians (Statistik)[17]

Außerdem gibt es Einheiten und Arbeitsgruppen:
- Population Unit (Demografischer Wandel)[18]
  - Working Group on Ageing (Alterung der Bevölkerung)[19]
- Technical Cooperation Unit (Harmonisierung, Strukturwandel)[20]
  - Working Group on Technical Cooperation (Monitoring, Synergien)[21]

## Sekretariat
Der Kommission steht ein Sekretariat zur Verfügung, das zu jenem der Vereinten Nationen gehört. Finanziert wird es aus dem Budget der Vereinten Nationen.
Geleitet wird es vom Executive Secretary (deutsch Exekutivsekretär), den der Generalsekretär der Vereinten Nationen beruft. Er ist Statthalter des Generalsekretärs bei der UNECE und auch zu eigenen Initiativen in den Fachkomitees befugt.
Gunnar Myrdal aus Schweden hatte dieses Amt als erster inne und prägte die ECE nachhaltig, indem er ihre Satzung großzügig auslegte, sich über die offizielle Weltpolitik hinwegsetzte, und Experten aus allen Besatzungszonen hinzuzog. Myrdal sendete auch ungefragt jährliche Gutachten an alle Regierungen. Der Weg in die Europäische Union war durch Informationen der ECE aufgeklärt.
Janez Stanovnik, ein Professor und späterer Präsident Sloweniens, hatte dieses Amt seit den späten 1960er Jahren durch die gesamten 1970er Jahre hindurch bis in die frühen 1980er Jahre inne. Er war mit ähnlicher Politik wie Myrdal ebenso prägend.
| Name                 | Staat                   | Beginn der Amtszeit | Ende der Amtszeit |
| -------------------- | ----------------------- | ------------------- | ----------------- |
| Gunnar Myrdal        | Schweden                | 1947                | 1957              |
| Sakari Tuomioja      | Finnland                | 1957                | 1960              |
| Vladimir Velebit     | Jugoslawien             | 1960                | 1967              |
| Janez Stanovnik      | Jugoslawien             | 1968                | 1982              |
| Klaus Sahlgren       | Finnland                | 1983                | 1986              |
| Gerald Hinteregger   | Österreich              | 1987                | 1993              |
| Yves Berthelot       | Frankreich              | 1993                | 2000              |
| Danuta Hübner        | Polen                   | 2000                | 2001              |
| Brigita Schmögnerová | Slowakei                | 2002                | 2005              |
| Marek Belka          | Polen                   | 2005                | 2008              |
| Ján Kubiš            | Slowakei                | 2009                | 2011              |
| Sven Alkalaj         | Bosnien und Herzegowina | 2012                | 2014              |
| Christian Friis Bach | Dänemark                | 2014                | 2017              |
| Oľga Algayerová      | Slowakei                | 2017                | 2023              |
| Tatiana Molcean      | Moldau                  | 2023                | amtierend         |